# Adolf Brütt

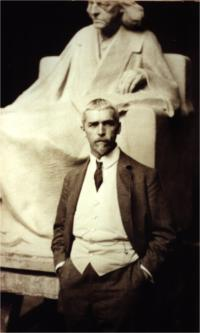
Adolf Brütt framför sitt Theodor Mommsenmonument.

Adolf Brütt, född 10 maj 1855, död 6 november 1939, var en tysk skulptör.
Brütt utförde i Berlin, där han mestadels var verksam, flera monumentalstatyer, bland annat i Siegesallé. Särskilt berömd blev han för sina brunnar, varav en restes i hans födelsestad, Husum. Bland hans övriga arbeten märks Svärddanserska och Diana, båda fanns tidigare på Nationalgalleriet i Berlin, samt skulpturen Natten.